# 弘道會
三代目弘道會位於名古屋市中村區宿跡町1-117本部的設置，為日本的指定暴力團之一・六代目山口組的2次團體。前身為弘田組。2010年全盛時期，本部直參計65人；正式與非正式成員數約4000人。2015年 山口組分裂後，弘道會在日美政府共同經濟制裁之際、成員數估計約2000人。

## 簡介
1984年6月、一和會分裂，弘田組組長・弘田武志（三代目山口組若眾）退出、此時由弘田組最高幹部・司忍（司興業組長）與同系的組員結盟共同創立。不久司氏昇格山口組直參。
1989年5月、山口組的五代目體制的變動、司氏就任山口組若頭補佐。
1990年代與地方組織整拼（導友會、平野家一家、稻葉地一家）先後加入。
2003年4月、組織下的東海興業大栗組與櫪木縣内的住吉會住吉一家親和會田野七代目為爭奪運輸業的利益起衝突，而牽連弘道會與親和會爆發「北關東火拼事件」及（櫪木火拼事件），並擴及到山形縣、福島縣、櫪木縣、茨城縣、群馬縣、愛知縣的槍擊事件，造成親和會系4組員死亡。
2005年3月 原弘道會會長司忍就任原弘道會總裁、弘田組組長，弘道會進入二代體制、會長高山清司。同年5月弘道會總裁司忍升任五代目山口組若頭；同年7月29日六代目山口組組長篠田建市（司忍）就任；同年8月9日二代目弘道會會長高山清司就任六代目山口組若頭。
2009年11月，大阪府警方指名加強取締弘道會；隔月，日本警察廳的「弘道會壞滅作戰」方針展開。 
2013年10月，三代目弘道會體制發展，高山清司為三代目總裁，原若頭竹内照明（二代目高山組組長）就任三代目會長，六代目山口組直參昇格。

## 歷代會長
- 初代目（1984年-2005年）：司 忍（五代目山口组若头。後，六代目山口組組長）
- 二代目（2005年-2013年）：高山清司（六代目山口組若頭[6]、二代目高山組總裁（初代组长））
- 三代目（2013年-）：竹内照明（原二代目高山組組長）[7]。

## 最高幹部
- 總裁・高山清司（六代目山口組若頭）
- 會長・竹内照明（六代目山口組若頭補佐、二代目高山組組長）
- 若頭・中野壽城（四代目山本組組長）
- 舍弟頭・中村英昭
- 舍弟頭補佐 - 鈴木 覚（正道會會長）
- 舍弟頭補佐 - 福島康正（福島連合會長）
- 本部長・間宮誠治（五代目河村一家）
- 若頭補佐 - 小松数男（小松組組長）
- 若頭補佐 - 野内正博（野内組組長）
- 若頭補佐 - 古川陽忠（示道會會長）
- 若頭補佐 - 松山 猛（十代目稲葉地一家總長）
- 若頭補佐 - 大栗 彰（大道興業組長）
- 若頭補佐 - 野口新吾（二代目野口興業組長）

### 幹部
- 加藤英喜（加藤組組長）
- 吉島 宏（三代目米川組組長）
- 中島政義（二代目中島會會長）
- 若生 肇（二代目小笠原一家總長）
- 中島政春（中政組組長）
- 鈴木吉実（五代目導友會會長）

## 資料來源
1. ↑  .   [2013-10-13]. （原始内容存档于2016-03-05）.
2. ↑  .   [2013-11-02]. （原始内容存档于2013-11-05）.
3. ↑  山口組　弘道会“トップ交代”の激震 竹内照明三代目体制が発足！週刊実話 2013年 NO.39 的存檔，存档日期2013-10-16.
4. ↑  山口組　三代目弘道会　二代目英組大手二団体の「盃直し」で加速する 世代交代と組織再編 週刊実話2013年 NO.41 的存檔，存档日期2013-10-29.
5. ↑  山口組11月度「定例会」發表年内“最終人事”決定新直参４人昇格！ 週刊実話2013年 NO.43 的存檔，存档日期2013-11-02.
6. ↑  .   [2013-11-02]. （原始内容存档于2013-11-05）.
7. ↑  .   [2019-04-16]. （原始内容存档于2013-11-04）.